# Kreis Bicske
Der Kreis Bicske (ungarisch Bicskei járás) ist ein Kreis im Nordosten des mittelungarischen Komitats Fejér. Er grenzt im Norden und Westen an das Komitat Komárom-Esztergom und im Osten an das Komitat Pest. Innerhalb des Komitats bilden die Kreise Székesfehérvár, Gárdony und Martonvásár die Grenze.

## Geschichte
Der Kreis Bicske ging während der ungarischen Verwaltungsreform Anfang 2013 aus dem gleichnamigen Kleingebiet (ungarisch Bicskei kistérség) hervor. 14 der 16 Gemeinden wurden in den Nachfolgerkreis übernommen. 2 Gemeinden (mit 3.291 Einwohnern auf 98,63 km²) gelangten in die Kreise Martonvásár (Gemeinde Vál) und Székesfehérvár (Gemeinde Gánt). Dies entspricht einem Gebietsverlust von 8,7 % (Bevölkerung) bzw. 15,9 % (Fläche).

## Gemeindeübersicht
Der Kreis Bicske hat eine durchschnittliche Gemeindegröße von 2.385 Einwohnern auf einer Fläche von 38,55 Quadratkilometern. Die Bevölkerungsdichte des Kreises ist geringer als die des gesamten Komitats. Verwaltungssitz ist die einzige Stadt Enying, im Nordwesten des Kreises gelegen.
| Gemeinde     | Status       | Herkunft Kreis, Kleingebiet | Einwohnerzahl | Einwohnerzahl | Einwohnerzahl | Fläche     | Bevölkerungs- dichte (Ew./km²) |
| Gemeinde     | Status       | Herkunft Kreis, Kleingebiet | 01.10.2011    | 01.01.2013    | 01.01.2016    | 01.01.2016 | Bevölkerungs- dichte (Ew./km²) |
| ------------ | ------------ | --------------------------- | ------------- | ------------- | ------------- | ---------- | ------------------------------ |
| Alcsútdoboz  | Gemeinde     | Bicske                      | 1.413         | 1.458         | 1.449         | 50,71      | 28,6                           |
| Bicske       | Gemeinde     | Bicske                      | 11.196        | 11.813        | 11.984        | 77,08      | 155,5                          |
| Bodmér       | Gemeinde     | Bicske                      | 241           | 245           | 235           | 7,17       | 32,8                           |
| Csabdi       | Gemeinde     | Bicske                      | 1.227         | 1.178         | 1.204         | 17,02      | 70,7                           |
| Csákvár      | Stadt        | Bicske                      | 5.218         | 5.197         | 5.253         | 118,76     | 44,2                           |
| Etyek        | Großgemeinde | Bicske                      | 4.258         | 4.110         | 4.101         | 53,27      | 77,0                           |
| Felcsút      | Gemeinde     | Bicske                      | 1.870         | 1.841         | 1.815         | 22,02      | 82,4                           |
| Gánt         | Gemeinde     | Kreis Székesfehérvár Bicske | 861           | 835           | 857           | 58,15      | 14,7                           |
| Mány         | Gemeinde     | Bicske                      | 2.463         | 2.370         | 2.453         | 44,72      | 54,9                           |
| Óbarok       | Gemeinde     | Bicske                      | 787           | 792           | 792           | 19,26      | 41,1                           |
| Szár         | Gemeinde     | Bicske                      | 1.686         | 1.646         | 1.658         | 22,63      | 73,3                           |
| Tabajd       | Gemeinde     | Bicske                      | 921           | 901           | 940           | 26,57      | 35,4                           |
| Újbarok      | Gemeinde     | Bicske                      | 428           | 417           | 405           | 1,49       | 271,8                          |
| Vértesacsa   | Gemeinde     | Bicske                      | 1.777         | 1.746         | 1.760         | 36,19      | 48,6                           |
| Vértesboglár | Gemeinde     | Bicske                      | 885           | 883           | 867           | 23,21      | 37,4                           |
| Kreis Bicske |              |                             | 34.3701       | 34.5971       | 35.773        | 578,25     | 61,9                           |

1 ohne die Gemeinde Gánt
Die Großgemeinde Csákvár erhielt im Juli 2013 das Stadtrecht.

Ende 2014 wechselte die Gemeinde Gánt wieder zurück aus dem Kreis Székesfehérvár.